# Alfredo Pérez (labdarúgó)
Alfredo Ricardo Pérez (1929. április 10. – 1994. augusztus 23.) argentin labdarúgóhátvéd.
Az argentin válogatott tagjaként részt vett az 1958-as labdarúgó-világbajnokságon.